# Eniwetok

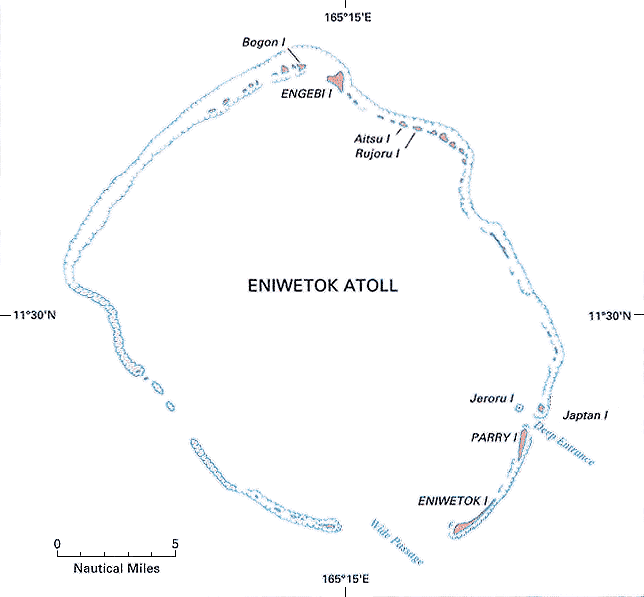
Mapa atolu Eniwetok

Eniwetok – miasto na Wyspach Marshalla, na atolu Enewetak; 917 mieszkańców (2006). W okolicy miasta znajduje się port lotniczy Eniwetok.